# Borderline (film)
Borderline er en dansk børnefilm fra 2017 instrueret af Seishi Irimajiri.